# Pristimantis duende
Pristimantis duende é uma espécie de anfíbio  da família Craugastoridae.	
É endémica da Colômbia.	
Os seus habitats naturais são: campos de altitude subtropicais ou tropicais.